# Charles Journet
Charles Journet, švicarski rimskokatoliški duhovnik, škof in kardinal, * 26. januar 1891, Ženeva, † 15. april 1975.

## Življenjepis
15. julija 1917 je prejel duhovniško posvečenje.
15. februarja 1965 je bil imenovan za naslovnega nadškofa Furnos Minora; 20. februarja je prejel škofovsko posvečenje in 22. februarja istega leta je bil povzdignjen v kardinala in imenovan za kardinal-diakona S. Maria in Portico.
5. marca 1973 je bil imenovan za kardinal-duhovnika S. Maria in Portico.